# АТ-1 (астрономическая трубка)
Астрономическая трубка АТ-1 — 50 мм широкоугольный телескоп — рефрактор, созданный для наблюдений ИСЗ.

## История создания
С началом космической эры в СССР создаётся система станций оптических наблюдения ИСЗ при Астрономическом совете Академии наук СССР.
Отличительная особенность позиционных наблюдений ИСЗ — несравненно более высокая скорость перемещения объекта по небесной сфере, как правило 1-2° в секунду, с которой наблюдательная астрономия ещё не сталкивалась. Это потребовало разработки новых методов наблюдений и оптических инструментов для их реализации. Для успешного обнаружения и сопровождения ИСЗ в 1957 году создана широкоугольная астрономическая трубка АТ-1.
В проектировании АТ-1 принимал участие филиал научно-исследовательского института № 88 Министерства вооружения СССР, ныне «Научно-испытательный центр ракетно-космической промышленности». В результате работы коллектива предприятия возглавляемого главным инженером В. Н. Сучковым: Р. В. Цывкиным, Л. С. Коновым, М. Л. Гезиным, В. И. Маркеловым и другими за кратчайшие сроки трубка АТ-1 прошла все этапы производства и была запущена в массовое производство.
К августу 1957 года — за два месяца до запуска первого спутника Земли сеть, состоявшая из почти 70 станций, расположенных по всей территории СССР и оснащенных трубками АТ-1, была фактически готова к работе. Станции расположились от Архангельска до Еревана и от Львова до — Якутска и Южно-Сахалинска. В последующем труд создателей прибора был отмечен орденами и медалями.
До 1975 года положения спутников определялись в экваториальной системе координат сначала с помощью широкоугольных телескопов АТ-1 (D = 50 мм, поле зрения — 11°), затем, на их замену пришли светосильные бинокуляры ТЗК (D = 75 мм) и БМТ-110 (D = 110 мм), что позволило определять положения спутников в горизонтальной системе координат и значительно увеличить количество наблюденных положений за одно прохождение и повысить их точность.

## Характеристики
АТ-1 представляет собой небольшой широкоугольный телескоп — рефрактор, отличительной особенностью которого является наличие плоского зеркала перед хроматическим объективом. Наблюдаемый объект, отражается от зеркала и поступает в оптическую систему инструмента, что давало возможность наблюдения космических объектов во время их пролёта на больших высотах. АТ-1 имеет следующие характеристики:
- объектив — осветленный ахроматический дублет диаметром 50 мм
- фокусное расстояние 200 мм
- относительное отверстие 1:4
- Увеличение — 5.75 — 6х
- широкоугольный 60-градусный окуляр Эрфле (две склейки и линза)
- окуляр с система колец с интервалом 1° и крест нитей с делениями в 20′, световой диаметр глазной линзы 42 мм, вынос выходного зрачка 20 мм. Фокусное расстояние около 35 мм.
- поле зрения около 11°
- фокусировка и диоптрийная подстройка окуляра осуществляется вращением
- диагональное зеркало со световой поверхностью 97×67 мм в массивной прямоугольной оправе
- длина трубы 300 мм
- наружный диаметр 75 мм
- резиновый наглазник
- азимутальная монтировка в виде треноги или настольной подставки

Инструмент поставлялся в деревянном ящике, снабженном ручкой для переноски с эмблемой Загорского оптико-механического завода, надписью АТ-1 и выбитым серийным номером.

## Методика наблюдений
Наблюдения в трубку АТ-1 проводились в экваториальной системе координат. Положение ИСЗ определялось относительно звезд. Подобная методика позволяла наблюдателям делать небольшое количество отсечек (фиксаций координаты — время). Для увеличения их количества приходилось использовать множество наблюдателей и инструментов. Станции располагали 20 — 25 инструментами, а для наблюдений привлекались не только сотрудники станций, но и студенты учебных заведений, прошедших соответствующую подготовку. На каждую станцию предварительно поступало расписание пролетов ИСЗ с приблизительными координатами их траектории.
Несколько наблюдателей выставляли инструменты в виде оптического барьера, перекрывавшего область предполагаемого пролёта ИСЗ, причем каждый участок перекрывался как минимум двумя наблюдателями. Из за низкой прозрачности атмосферы наблюдения начинались выше 20° от уровня горизонта. После обнаружения объекта наблюдатель, с помощью координатной сетки окуляра АТ-1 фиксировал положение ИСЗ относительно группы звезд с одновременной регистрации времени.
Первоначально время фиксировали с помощью определения разницы между сигналом отсечки и сигналов точного времени, записываемых на магнитофонную ленту. Точность определения времени была невысока и составляла несколько десятых долей секунды. Позже стали применять хронографы, в которых время отсечки отпечатывалось на бумажной ленте с помощью вращающихся с разной скоростью барабанов. Для этого на каждой станции была организована полноценная служба времени. Кроме позиционных, проводились и простейшие фотометрические наблюдения — регистрировалось изменение блеска спутника.
Результаты наблюдений сообщались по телеграфу в Астрономический совет и далее в Вычислительный центр где уточнялись орбиты ИСЗ и характеристики их последующих пролетов.
Всего было произведено свыше 40 тыс. оптических наблюдений прохождений советских спутников, во время которых выполнено сотни тысяч отсечек. Рекорд по количеству наблюдений принадлежал станции наблюдений при Рязанском педагогическом институте — 235 тыс. единичных фиксаций координат и времени прохождения ИСЗ. Также выделялись своей работой станции Пулковской обсерватории, университетов в Москве, Фрунзе, Ужгороде и Риге.
В наше время методика позиционных наблюдений ИСЗ относительно звезд с использованием АТ-1 нашла применение во время трансляций футбольных и хоккейных матчей ЧР2012, ЧЕ2012, ЧМ2014, ОИ2014 в Сочи. С помощью технического зрения определялись позиционные, дистанционные и скоростные показатели игроков. Мяч или шайба выступали в качестве аналога ИСЗ, а в качестве опорных звезд — разметка поля.
В 60-е годы трубки АТ-1 были заменены более совершенными приборами ТЗК, БМТ-110, астрономическими фотографическими установками, в том числе с телевизионным оборудованием. Однако трубки АТ-1 продолжают использоваться для традиционных астрономических наблюдений.